# Đa Bảo
Thiền sư Đa Bảo (多寶) tu tại chùa Kiến Sơ (建初寺), làng Phù Đổng (扶蕫), Tiên Du (𠎣逰), thuộc thế hệ thứ 5 dòng Vô Ngôn Thông. Những cứ liệu hiện còn đều không biết rõ Sư người đâu, và cũng không biết họ gì.

## Cơ duyên và hành trạng
Khi Đại sư Khuông Việt giảng dạy tại chùa Khai Quốc, Sư đến tham học. Đại sư khen là người gặp việc thì chóng hiểu, xử sự cẩn thận, nên riêng cho nhập thất.
Sau khi đắc pháp, Sư chỉ một mình một bát, tiêu dao ngoại vật. Sau được chùa Kiến Sơ, bèn đến ở đó.
Lý Thái Tổ lúc chưa lên ngôi, Sư thấy tướng mạo đẹp đẽ khác thường, bèn bảo: "Chú này cốt tướng khác phàm, ngày kia làm vua ắt là nó đây."
Lý Thái Tổ cả kinh, thưa: "Hiện nay đức Thánh thượng anh minh còn đó, trong ngoài cả nước yên vui, thầy ta sao lại nói lời phải tội tru di này?"
Sư bảo: "Mệnh trời đã định, người dù muốn trốn cũng chẳng được nào. Giả như lời này mà đúng, thì mong chớ bỏ nhau."
Khi Lý Thái Tổ lên ngôi, nhiều lần triệu Sư vào cung, hỏi bàn yếu chỉ của Thiền và lễ Sư rất hậu. Cả đến công việc chính trị của triều đình, Sư đều dự phần giải quyết.
Với những công trạng này, vua đã xuống chiếu trùng tu chùa Kiến Sơ.
Sư Đa Bảo tịch ở đâu không ai biết rõ thời gian cũng như địa điểm.

## Chữ "Bát" và việc nhà Lý mất ngôi
- Về việc Đa Bảo đến ở chùa Kiến Sơ và có những liên lạc với Lý Công Uẩn và những bài kệ liên quan đến việc nhà Lý mất ngôi "sau tám đời vua", truyện Xung thiên dũng liệt chiếu ứng uy tín đại vương của tập Việt điện u linh và truyện Xung thiên chiêu ứng thần vương của Lĩnh nam trích quái có đề cập tuy có một số những sai khác về văn cứ và điểm xuất phát.
- Sử ký toàn thư trong lời bàn của Ngô Sĩ Liên về việc nhà Lý mất ngôi thì nhân vật chính của chuyện không phải là Đa Bảo, mà là Thiền sư Vạn Hạnh. Ngô Sĩ Liên viết:

Thế truyền Lý Thái Tổ lúc mới được thiên hạ, xa giá trở về Cổ Pháp đến thăm chùa làng Phù Đổng. Có thần nhân đề thơ trên cột chùa rằng:
| 一鉢功德水 隨緣化世間 光光重照爥 沒影日登山 | Nhất bát công đức thủy Tuỳ duyên hoá thế gian Quang quang trùng chiếu chúc Một ảnh nhật đăng san | Một bát nước công đức Tùy duyên hóa thế gian Sáng choang còn soi đuốc Bóng mất trời lên cao. |

Sư Vạn Hạnh đem bài thơ dâng lên. Vua Lý Thái Tổ xem, nói rằng: "Việc thần nhân không thể hiểu được".
Người đời truyền tụng nó, mà không biết nó nói gì. Đến khi họ Lý mất ngôi, mới biết bài thơ quả đúng.
Chữ Bát 鉢 (của "bát nước") và chữ Bát 八 (nghĩa là "tám") phát âm giống nhau. Hai chữ Nhật 日 và San 山 tại câu cuối ghép thành chữ Sảm 旵 (tên vua Huệ Tông) có nghĩa là mặt trời lặn sau núi, hết bóng, có thể liên tưởng đến một sự chấm dứt.
Bài thơ hàm ý rằng: nhà Lý chỉ tồn tại tám đời, sau đời vua Huệ Tông sẽ chấm dứt.
Lịch sử Việt Nam viết về nhà Lý cho thấy rằng từ Thái Tổ trở lên đến Huệ Tông là tám đời, sau đó đến đời Lý Chiêu Hoàng thì phải nhường ngôi cho nhà Trần.
Như thế, nhân vật chính của cả truyện trên đúng ra phải là Vạn Hạnh chứ không phải Đa Bảo. Và cứ vào đấy thì những bài thơ trên cũng phải là của Vạn Hạnh. Chúng thực tế có thứ chất thơ phong thủy và sấm truyền của những bài thơ hiện còn lưu truyền mệnh danh là của Vạn Hạnh.
- Việt sử tiêu án cũng ghi lại chuyện Lý Thái Tổ gặp bài thơ vừa nói, nhưng không ghi ai dâng lên.